# Péter Márki-Zay
Péter Márki-Zay (9 de maig de 1972) és un polític i economista hongarès. És alcalde de la localitat de Hódmezővásárhely des de 2018 i cofundador del Mindenki Magyarországa Mozgalom (MMM), en català "Moviment per una Hongria de Tots".
Márki-Zay va ser el candidat conjunt de l'oposició que es va enfrontar al primer ministre Viktor Orbán en les eleccions parlamentàries hongareses de 2022, en resultar guanyador de les primàries de l'oposició hongaresa en 2021, tot i així, no va poder guanyar Orbán en les eleccions de 2022.